# NGC 5643
NGC 5643 es una galaxia espiral barrada de tipo SBc en la constelación de Lupus, situada 2° al sur de la estrella η Centauri. Su magnitud aparente es 10,2 y su brillo superficial es 13,3 mag/arcsec2. Está catalogada como una galaxia Seyfert de tipo 2.
NGC 5643 es una galaxia visible cerca de la Vía Láctea, lo cual no es tan frecuente. Normalmente el polvo galáctico no permite ver a través de él, por lo que las posibilidades de ver una galaxia en la misma dirección que la Vía Láctea no son grandes. NGC 5643 tiene una latitud galáctica de solo 15°.
Fue descubierta el 1 de junio de 1834 por John Herschel.